# Палозеро (Архангельская область)
Пало́зеро — посёлок в муниципальном образовании «Северодвинск» Архангельской области России.

## География
Поселок находится на берегу одноимённого озера, на расстоянии 60 км к югу от города Северодвинск, административного центра округа.

### Часовой пояс
Посёлок Палозеро, как и вся Архангельская область, находится в часовой зоне МСК (московское время). Смещение применяемого времени относительно UTC составляет +3:00.

## Население
| 2002 | 2010 |
| ---- | ---- |
| 0    | →0   |

## Инфраструктура
В посёлке отсутствует инфраструктура.

## Карты
- Топографическая карта Q-37-128,129,130. Архангельск — 1 : 100 000
- Топографическая карта Q-37-33_34.
- Палозеро. Публичная кадастровая карта